# Gola Gokaran Nath
Gola Gokaran Nath, auch Gola Gokarannath, ist eine Stadt im indischen Bundesstaat Uttar Pradesh. Sie ist eine Kleinstadt am Ufer des Flusses Sarayan und ist von dichtem Tropenwald umgeben. Sie ist die zweitgrößte Stadt des Distrikts Lakhimpur Kheri.
Die Stadt ist Teil des Distrikts Lakhimpur Kheri. Gola Gokaran Nath hat den Status eines Nagar Palika Parishad. Die Stadt ist in 25 Wards gegliedert. Sie hatte am Stichtag der Volkszählung 2011 61.444 Einwohner, von denen 31.415 Männer und 28.757 Frauen waren. Hindus bilden mit einem Anteil von über 75 % die Mehrheit der Bevölkerung in der Stadt. Die Alphabetisierungsrate lag 2011 bei 81,85 %.
Die Stadt verfügt über einen bekannten Tempel, der Gola Gokaran Nath Temple, welcher zu Ehren des Gottes Shiva errichtet wurde und Pilger aus der Umgebung anlockt. In der Stadt befindet sich zudem eine große Zuckerrohrmühle.